# Бентон, Джон Фредерик
Джон Ф. Бентон (англ. John F. Benton; 15 июля 1931, Филадельфия, Пенсильвания — 25 февраля 1988, Пасадина, Калифорния) — американский историк-медиевист, специализировался по европейскому Средневековью с 1050 по 1300 год, и в особенности по двору Шампани в конце XII века. Доктор философии (1959), именной профессор Калтеха. Член Американской академии медиевистики. Макартуровский стипендиат (1985).
Окончил Хаверфордский колледж (бакалавр, 1953). В Принстоне получил степени магистра (1955) и доктора философии. Преподавал в Рид-колледже в Орегоне и Пенсильванском университете, после чего в 1965 году поступил в штат Калтеха как доцент истории, с 1970 года профессор истории. Впоследствии именной профессор (Doris and Henry Dreyfuss Professor). Состоял в Американской исторической ассоциации. Его также интересовала переписка между Элоизой и Абеляром; Бентон высказывал мнение, что последний сам является автором всех этих писем. Соредактор, вместе с Томасом Биссоном, Medieval Statecraft and Perspectives of History: Essays by Joseph Strayer (1971). Автор двух крупных книг о средневековой Англии и Франции, в частности Self and Society in Medieval France: The Memoirs of Abbot Guibert of Nogent (1970) {Рец.}.
Был женат, остались четыре дочери.